# آيلا (اسم)
اسم آيلا ( Aila او Ayla )، اسم علم مؤنث عربي و أجنبي ويعني ضوء القمر، ينطق إيلا أو آيلا ايضا.  لم يُذكر هذا الاسم في القرآن أو السنة النبوية أبدًا لكونه اسمًا أعجميًّا، ولكن يوجد بعض الأمور التي أوصى فيها الدين الإسلامي لمعرفة ما إن كان الاسم مشروعًا ومحببًا أم لا.

## المعنى بالعربية
في اللغة العربية يعتقد بعض المختصين بها أنه اختصارٍ لاسم “هيلين”، وإن كان هذا صحيحًا، فيكون معنى الاسم هو حامل الضوء أو الشيء الذي يَنشر الضوء، أو ضوء القمر، وكما نرى في هذه الحالة، يكون المعنى الثاني العربي معاكسًا للمعنى الأول الإيرلندي.

## شخصيات تحمل الاسم
- ايلا فيشر ممثلة بريطانية أسترالية ولدت عام 1976
- ايلا جيبسون
- ايلا رومبف
- ايلا سميث
- إيلا فيتزجيرالد
- إيلا أندرسون
- إيلا ماي
- إيلا كامبل
- إيلا نيجروتسي